# Sebastian Hornmold der Ältere
Sebastian Hornmold der Ältere (* 1. Januar 1500 in Bietigheim; † 12. Mai 1581 ebenda) war Bietigheimer Vogt und wurde im Zuge der Reformation erster Kirchenratsdirektor in Württemberg. Er ist der Erbauer des Hornmoldhauses in der Bietigheimer Altstadt.

## Leben
Er war der Sohn des Adam Hornmold († 1546) und dessen Frau Barbara. Er besuchte die Lateinschule in Bietigheim und kam im Alter von 10 Jahren an die Hofkantoreischule nach Stuttgart, wo er von Herzog Ulrich gefördert wurde. Ab 1519 studierte er mit einem Stipendium des Herzogs in Tübingen und geriet dort als Auswirkung des Wormser Edikts 1521 zeitweilig in Haft. Nach Ende der Haftzeit setzte er sein Studium nicht mehr fort, sondern begann eine Schreiberlehre. 1525 wurde er Stadtschreiber in Bietigheim, außerdem betrieb er dort einen Weinhandel. 
Nach der Rückkehr des zeitweilig außer Landes vertriebenen Herzogs Ulrich wurde Hornmold 1534 Vogt und hatte als solcher in den Jahren 1535 und 1536 zunächst die Steuerforderungen des Herzogs gegenüber der Bietigheimer Geistlichkeit durchzusetzen, darüber hinaus erhielt er die Aufsicht über die im Zuge der Reformation an Württemberg gefallenen wirtschaftlichen Angelegenheiten der Klöster in Rechentshofen, Steinheim, Lauffen am Neckar, Lichtenstern und Kirbarch sowie Verwalter der Einnahmen verschiedener Männerklöster in deren Liegenschaften in Bietigheim, Hessigheim und Walheim. 1535 erhielt er von Herzog Ulrich das Pfründhaus der Johannespfründe in Bietigheim geschenkt, an dessen Stelle er das bis heute erhaltene, so genannte Hornmoldhaus erbaute. 
1544 erschien Hornmold als einer der ersten weltlichen Teilnehmer einer Kirchenvisitation im Amt Brackenheim. Während des Schmalkaldischen Kriegs 1546/47 flüchtete Hornmold vor den bei Bietigheim lagernden spanischen Truppen zeitweilig nach Bretten. Sein Haus in Bietigheim wurde unterdessen geplündert. Er kehrte unmittelbar nach dem württembergischen Friedensschluss vom 8. Januar 1547 zurück, um den Friedensvertrag (Heilbronner Vertrag) im Auftrag des Herzogs von den Städten ratifizieren zu lassen. 
Nach Verkündung des Augsburger Interims 1548 zählte Hornmold zu der herzoglichen Kommission, die die Amtsstädte wegen des von Herzog Ulrich zunächst nicht akzeptierten Interims aufzusuchen und zu beschwichtigen hatte. Nach Anerkennung des Interims durch Ulrich wurde Hornmold in den sogenannten Interims-Kirchenrat berufen, der sowohl für die Aufrechterhaltung der evangelischen Gottesdienste und die Versorgung von in Not geratenen evangelischen Geistlichen, gleichermaßen aber auch für die Durchführung der Vorschriften des Interims, d. h. im Wesentlichen die Wiedereinführung des katholischen Gottesdienstes, zu sorgen hatte.
Im Dezember 1548 beschlagnahmten kaiserliche Truppen 100 Fuder Wein und einige Truhen mit Tuch in Hornmolds Haus, gewissermaßen als Entschädigung für seine reformatorischen Umtriebe. Später wurde Hornmold vom Kaiser für den Verlust mit einem Wappenbrief und der Befähigung, Lehen zu empfangen, entschädigt.
Nach dem Tode Herzog Ulrichs 1550 wurde Hornmold auch von dessen Sohn Christoph weiter in Dienst genommen. Christoph schaffte 1552 das Interim in Württemberg ab und richtete die Visitation genannte Behörde ein, aus der sich später der Kirchenrat bzw. das Konsistorium entwickelte. Hornmold wurde innerhalb dieser Behörde zum Direktor der Visitationsräte ernannt und wirkte neben Johannes Brenz und Balthasar von Gültlingen maßgeblich an der Großen Kirchenordnung von 1559 mit.
Hornmold, der 1554 mit dem Kirchbachhof in Metterzimmern und einem Hof in Unterriexingen belehnt wurde, übte das Amt des Kirchenratsdirektors bis 1560 aus, war bis 1567 noch weltlicher Kirchenrat und stand dem württembergischen Hof und dem Konsistorium bis zu seinem Tod 1581 weiterhin beratend zur Seite. Unter anderem wirkte er auch an der Abfassung der Testamente des Herzogs Christoph von 1655 und 1568 mit.

## Nachkommen
Er war verheiratet mit Anna geb. Braun. Der Ehe entstammten sechs Kinder:
- Josias (* ca. 1528/35; † nach 1582), 1554–1574 Vogt in Bietigheim, später in Oberensingen
- Samuel (1537–1601), Professor in Tübingen und baden-badischer Kanzler
- Esther († 1574), verheiratet mit dem Heilbronner Patrizier Johann Wendel Wolfgang Ans
- Hanna († 1581), verheiratet mit dem Bietigheimer Stadtphysikus Dr. Georg Winkler
- Moses († 1620), Stadtschreiber in Bietigheim
- Sebastian, Apotheker in Calw, später Bankier in Straßburg und Geheimrat des badischen Markgrafen